# Jüdische Friedhöfe in Wittmund
Es gab mindestens zwei jüdische Friedhöfe in Wittmund, von denen der älteste im Jahre 1684 erstmals erwähnt wird.

## Geschichte

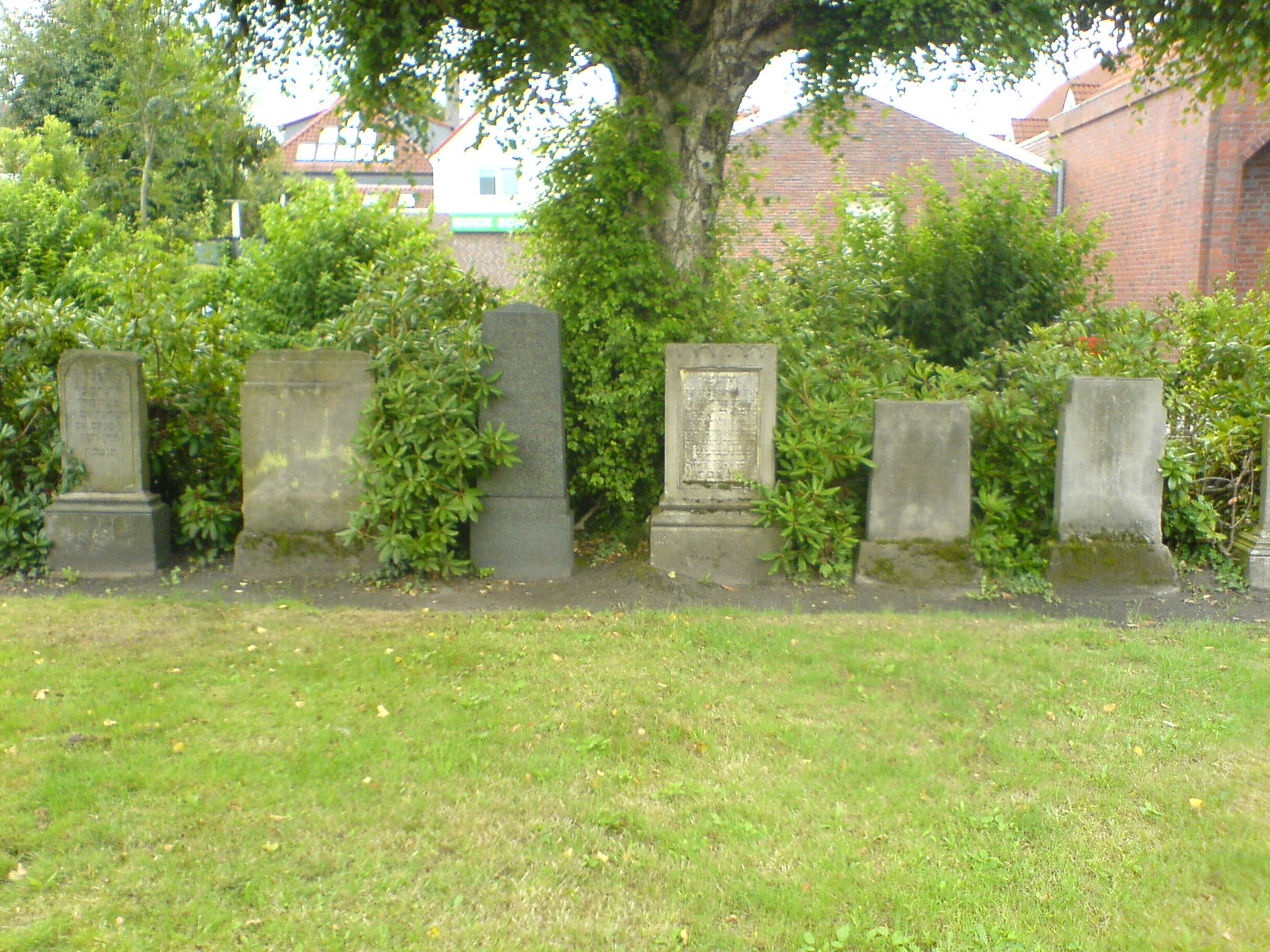
Der alte jüdische Friedhof von Wittmund an der Finkenburgstraße

Erstmals erwähnte der Berdumer Pastor Balthasar Arend in seiner Beschreibung des Harlingerlandes von 1684 eine jüdische Begräbnisstätte in Wittmund, auf der auch die jüdischen Gemeinden von Esens und Jüdische Gemeinde Neustadtgödens ihre Toten beerdigten. Um 1690 war der Friedhof jedoch voll belegt. Fürst Christian Eberhard wies die Juden von Esens und Neustadtgödens daraufhin an, Friedhöfe an ihren Wohnorten anzulegen.
Ob es sich bei der von Arend erwähnten Begräbnisstätte um den bis heute erhaltenen, 3,77 ar großen Friedhof an der Finkenburgstraße handelt, ist unklar. Wahrscheinlich ist er nicht identisch. Gesichert ist eine Nutzung des Areals durch die jüdische Gemeinde Wittmund erst seit dem Ende des 18. Jahrhunderts. Ein Jahrhundert später war der Friedhof voll belegt. Eine Erweiterung war unmöglich, da das Areal inzwischen innerhalb der Ortschaft lag und rundherum bebaut war. Heute sind dort noch zehn Grabsteine erhalten.

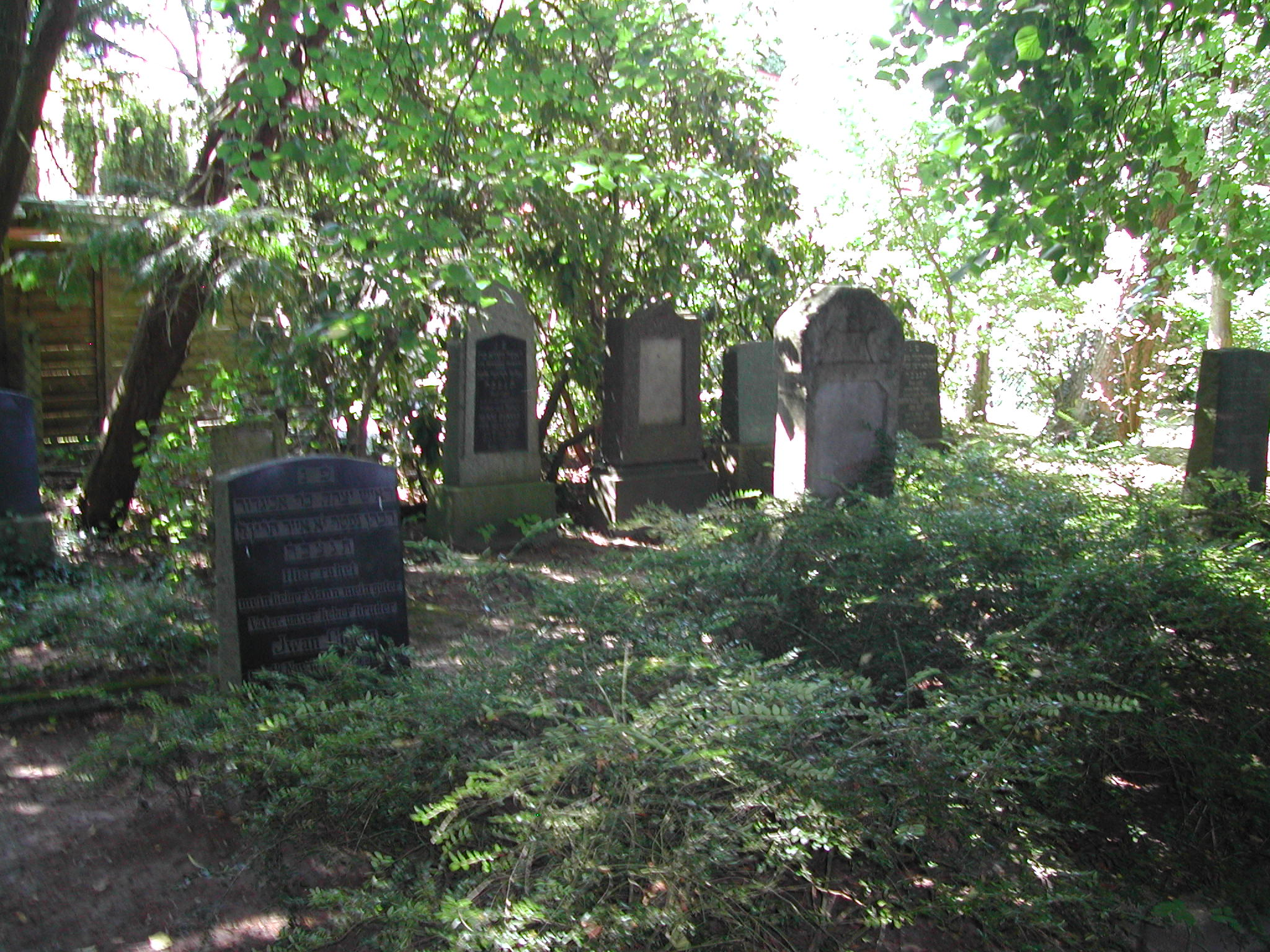
Der jüdische Friedhof in Wittmund an der Auricher Straße

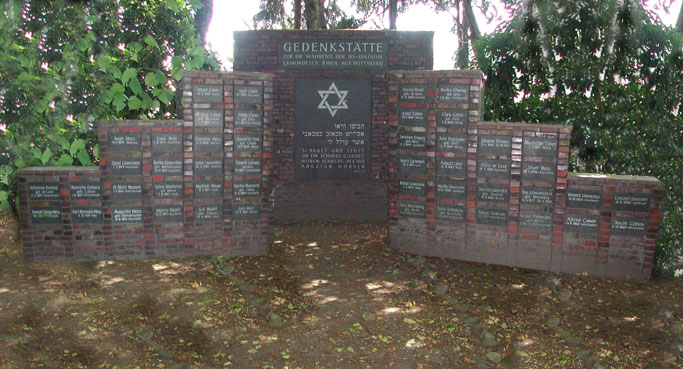
Gedenkstätte für die ermordeten jüdischen Bürger Wittmunds

Die Gemeinde kaufte daraufhin außerhalb der damaligen Stadtgrenzen in Willen ein 17,35 ar großes Grundstück und eröffnete dort im Jahre 1902 eine neue Begräbnisstätte. Diese nutzte sie bis 1939, kurz vor ihrem Untergang in der Zeit des Nationalsozialismus. Nach dem Ende des Zweiten Weltkrieges wurde der Friedhof nach 1953 aufgeräumt. Erhalten sind dort zwischen 17 und 19 Grabsteine. 1995 schändeten Unbekannte den Friedhof, auf dem am 3. September 2000 eine aus drei Ziegelmauern bestehende Gedenkstätte für die aus Wittmund in der NS-Zeit umgekommenen jüdischen Personen eingeweiht wurde.